# Ba Nhã Lạt
Ba Nhã Lạt (tiếng Trung: 巴雅喇; bính âm: Bayǎlǎ, tiếng Mãn: ᠪᠠᠶᠠᡵᠠ, chuyển tả: Bayara, 1582 - 1624), Ái Tân Giác La, là con trai thứ năm của Thanh Hiển Tổ Tháp Khắc Thế, em trai khác mẹ của Thanh Thái Tổ Nỗ Nhĩ Cáp Xích.

## Cuộc đời
Ba Nhã Lạt sinh vào năm Minh Vạn Lịch thứ 10 (1682) ở Hách Đồ A Lạp. Mẹ ông là Kế phi Khẩn Triết, Cáp Đạt Na Lạp thị.
Những năm đầu được phong Thai cát.
Tháng 1 năm Vạn Lịch thứ 16 (1598), Nỗ Nhĩ Cáp Xích lệnh cho Ba Nhã Lạt cùng Trử Anh công chiếm An Sở Lạp Khố lộ, ban đêm tấn công 20 đồn trại, hàng phục hơn vạn người, vì vậy được ban hiệu "Trác Lễ Khắc Đồ", dịch sang tiếng Hán là "Đốc Nghị". Tháng 5 năm Vạn Lịch thứ 35 (1607), Ba Nhã Lật suất binh đánh Đông Hải Oa Tập bộ, theo tam lộ Hách Tịch Hách, Ngạc Mô Hòa Tô Lỗ, Phật Nột Hách Thác Khắc Tác, bắt giữa hai nghìn người.
Năm Thiên Mệnh thứ 9 (1624), tháng 2, Ba Nhã Lạt mất.
Năm Thuận Trị thứ 10 (1653), Ba Nhã Lạt được truy phong là Đốc Nghị Cương Quả Bối lặc.

## Phả hệ
| \| \| \| \| \| \| \| \| \| \| \| \| \| \| \| \| \| \| \| \| Cao tổ phụ：Tích Bảo Tề Thiên Cổ \| \| \| \| \| \| \| \| \| \| \| \| \| \| \| \| \| \| \| \| \| \| \| \| \| \| \| \| \| \| \| \| \| \| \| \| \| \| \| \| \| \| \| \| \| \| \| \| \| \| \| \| \| \| Tằng tổ phụ：Hưng Tổ Trực Hoàng đế Phúc Mãn (truy tôn) \| \| \| \| \| \| \| \| \| \| \| \| \| \| \| \| \| \| \| \| \| \| \| \| \| \| \| \| \| \| \| \| \| \| \| \| \| \| \| \| \| \| \| \| \| \| \| \| \| \| \| \| \| \| Tổ phụ：Cảnh Tổ Dực Hoàng đế Giác Xương An (truy tôn) \| \| \| \| \| \| \| \| \| \| \| \| \| \| \| \| \| \| \| \| \| \| \| \| \| \| \| \| \| \| \| \| \| \| \| \| \| \| \| \| \| \| \| \| \| \| \| \| \| \| \| \| \| \| Ngoại cao tổ phụ：Đô Lý Cát[1] \| \| \| \| \| \| \| \| \| \| \| \| \| \| \| \| \| \| \| \| \| \| \| \| \| \| \| \| \| \| \| \| \| \| \| \| \| \| \| \| \| \| \| \| \| \| \| \| \| \| \| \| \| \| Tằng tổ mẫu：Trực Hoàng hậu Hỉ Tháp Tịch thị (truy tôn)[1] \| \| \| \| \| \| \| \| \| \| \| \| \| \| \| \| \| \| \| \| \| \| \| \| \| \| \| \| \| \| \| \| \| \| \| \| \| \| \| \| \| \| \| \| \| \| \| \| \| \| \| \| \| \| 'Phụ：Hiển Tổ Tuyên Hoàng đế Tháp Khắc Thế (truy tôn) \| \| \| \| \| \| \| \| \| \| \| \| \| \| \| \| \| \| \| \| \| \| \| \| \| \| \| \| \| \| \| \| \| \| \| \| \| \| \| \| \| \| \| \| \| \| \| \| \| \| \| \| \| \| Tổ mẫu：Dực Hoàng hậu (truy tôn) \| \| \| \| \| \| \| \| \| \| \| \| \| \| \| \| \| \| \| \| \| \| \| \| \| \| \| \| \| \| \| \| \| \| \| \| \| \| \| \| \| \| \| \| \| \| \| \| \| \| \| \| \| \| Đốc Nghị Cương Quả Bối lặc Ba Nhã Lạt \| \| \| \| \| \| \| \| \| \| \| \| \| \| \| \| \| \| \| \| \| \| \| \| \| \| \| \| \| \| \| \| \| \| \| \| \| \| \| \| \| \| \| \| \| \| \| \| \| \| \| \| \| \| Mẫu：Kế Phi Nạp Lạt thị \| \| \| \| \| \| \| \| \| \| \| \| \| \| \| \| \| \| \| \| \| \| \| \| \| \| \| \| \| \| \| \| \| \| \| \| \| \| \| \| \| \| \| \| \| \| \| \| \| \| \| \| |                                                         |  |  |  |  |  |  |  |  |  |  |  |  |  |  |  |
| |                                                         |  |  |  |  |  |  |  |  |  |  |  |  |  |  |  |
| | Cao tổ phụ：Tích Bảo Tề Thiên Cổ                        |  |  |  |  |  |  |  |  |  |  |  |  |  |  |  |
| |                                                         |  |  |  |  |  |  |  |  |  |  |  |  |  |  |  |
| |                                                         |  |  |  |  |  |  |  |  |  |  |  |  |  |  |  |
| | Tằng tổ phụ：Hưng Tổ Trực Hoàng đế Phúc Mãn (truy tôn)  |  |  |  |  |  |  |  |  |  |  |  |  |  |  |  |
| |                                                         |  |  |  |  |  |  |  |  |  |  |  |  |  |  |  |
| |                                                         |  |  |  |  |  |  |  |  |  |  |  |  |  |  |  |
| | Tổ phụ：Cảnh Tổ Dực Hoàng đế Giác Xương An (truy tôn)   |  |  |  |  |  |  |  |  |  |  |  |  |  |  |  |
| |                                                         |  |  |  |  |  |  |  |  |  |  |  |  |  |  |  |
| |                                                         |  |  |  |  |  |  |  |  |  |  |  |  |  |  |  |
| | Ngoại cao tổ phụ：Đô Lý Cát                             |  |  |  |  |  |  |  |  |  |  |  |  |  |  |  |
| |                                                         |  |  |  |  |  |  |  |  |  |  |  |  |  |  |  |
| |                                                         |  |  |  |  |  |  |  |  |  |  |  |  |  |  |  |
| | Tằng tổ mẫu：Trực Hoàng hậu Hỉ Tháp Tịch thị (truy tôn) |  |  |  |  |  |  |  |  |  |  |  |  |  |  |  |
| |                                                         |  |  |  |  |  |  |  |  |  |  |  |  |  |  |  |
| |                                                         |  |  |  |  |  |  |  |  |  |  |  |  |  |  |  |
| | 'Phụ：Hiển Tổ Tuyên Hoàng đế Tháp Khắc Thế (truy tôn)   |  |  |  |  |  |  |  |  |  |  |  |  |  |  |  |
| |                                                         |  |  |  |  |  |  |  |  |  |  |  |  |  |  |  |
| |                                                         |  |  |  |  |  |  |  |  |  |  |  |  |  |  |  |
| | Tổ mẫu：Dực Hoàng hậu (truy tôn)                        |  |  |  |  |  |  |  |  |  |  |  |  |  |  |  |
| |                                                         |  |  |  |  |  |  |  |  |  |  |  |  |  |  |  |
| |                                                         |  |  |  |  |  |  |  |  |  |  |  |  |  |  |  |
| | Đốc Nghị Cương Quả Bối lặc Ba Nhã Lạt                   |  |  |  |  |  |  |  |  |  |  |  |  |  |  |  |
| |                                                         |  |  |  |  |  |  |  |  |  |  |  |  |  |  |  |
| |                                                         |  |  |  |  |  |  |  |  |  |  |  |  |  |  |  |
| | Mẫu：Kế Phi Nạp Lạt thị                                 |  |  |  |  |  |  |  |  |  |  |  |  |  |  |  |
| |                                                         |  |  |  |  |  |  |  |  |  |  |  |  |  |  |  |
| |                                                         |  |  |  |  |  |  |  |  |  |  |  |  |  |  |  |

## Gia quyến

### Thê thiếp
- Đích Phúc tấn: Qua Nhĩ Giai thị (瓜尔佳氏), con gái của Phí Anh Đông.
- Trắc Phúc tấn: Bích Lỗ thị (碧鲁氏), con gái của Mô Tể (谟济).

### Con trai
1. Bái Tòng Võ (拜松武, 1598 - 1630), mẹ là Qua Nhĩ Giai thị. Vô tự.
2. Bái Âm Đồ (拜音圖, 1599 - 1653), mẹ là Qua Nhĩ Giai thị. Được Hoàng Thái Cực phong Tam đẳng Ngang bang Chương kinh[2][3], Cố sơn Ngạch chân[4] của Tương Hoàng kỳ. Năm 1645 được phong Nhất đẳng Trấn quốc Tướng quân, 1 năm sau thăng Trấn quốc công. Năm 1648 tấn phong Bối tử, 1 năm sau tấn Bối lặc. Sau vì là bè đảng của Đa Nhĩ Cổn mà bị cách tước, truất bỏ tư cách Tông thất. Năm 1713 tất cả những Tông thất Giác la bị tước tông tịch đều được ban Hồng đái tử, phụ nhập vào cuối Ngọc điệp. Năm 1799, cháu đời thứ 5 của Bái Âm Đồ là Hải Phúc được phục nhập Tông thất. Có 1 con trai.
3. Tắc Y Đồ (塞伊圖, 1601 - 1608), mẹ là Qua Nhĩ Giai thị. Chết yểu.
4. Củng A Đại (鞏阿岱, 1607 - 1652), mẹ là Qua Nhĩ Giai thị. Được phong Bối tử, sau vì là bè đảng của Đa Nhĩ Cổn mà bị cách tước, truất bỏ tư cách Tông thất. Năm 1713 tất cả những Tông thất Giác la bị tước tông tịch đều được ban Hồng đái tử, phụ nhập vào cuối Ngọc điệp. Có 8 con trai.
5. Tích Hàn (錫翰, 1610 - 1652), mẹ là Qua Nhĩ Giai thị. Vì là bè đảng của Đa Nhĩ Cổn mà bị truất bỏ tư cách Tông thất. Năm 1713 tất cả những Tông thất Giác la bị tước tông tịch đều được ban Hồng đái tử, phụ nhập vào cuối Ngọc điệp. Có 8 con trai.
6. Tể Mã Hỗ (濟瑪祜, 1613 - 1639), mẹ là Qua Nhĩ Giai thị. Bị các anh trai liên lụy mà bị truất bỏ tư cách Tông thất. Năm 1713 tất cả những Tông thất Giác la bị tước tông tịch đều được ban Hồng đái tử, phụ nhập vào cuối Ngọc điệp. Năm 1799, hậu duệ của Tể Mã Hỗ là Vạn Anh được phục nhập Tông thất. Có 5 con trai.
7. Hòa Thác (和托, 1615 - 1639), mẹ là Bích Lỗ thị. Vô tự.
8. Đức Mã Hộ (德瑪護, 1616 - ?), mẹ là Qua Nhĩ Giai thị. Được phong Trấn quốc công, sau vì bị các anh trai liên lụy mà bị truất bỏ tư cách Tông thất. Năm 1713 tất cả những Tông thất Giác la bị tước tông tịch đều được ban Hồng đái tử, phụ nhập vào cuối Ngọc điệp. Có 5 con trai nhưng đều vô tự.
9. Mục Thần (穆臣, 1621 - 1627), mẹ là Qua Nhĩ Giai thị. Chết yểu.